# MAZ 205
MAZ 205 – niskopodłogowy miejski autobus przegubowy produkowany przez zakłady MAZ w Mińsku na Białorusi, z silnikiem stojącym umieszczonym pomiędzy 1. a 2. osią. Autobusy tego typu były eksploatowane przez Kłosok Żory i Aska Żory w łącznej ilości 4 sztuk. Istnieje jego pięciodrzwiowa wersja, MAZ 215 eksploatowana w Polsce przez PKM Tychy.